# Wilhelm Groener
Karl Eduard Wilhelm Groener (22. listopadu 1867, Ludwigsburg, Německé císařství – 3. května 1939, Postupim, Německá říše) byl německý voják a politik. Jeho organizační a logistické schopnosti vedly k úspěšné vojenské kariéře před a během první světové války. Postupně se vypracoval na člena Velkého generálního štábu Německého císařství, po konfliktu s Erichem Ludendorffem byl převelen jako velitel operačního řízení. V roce 1918 byl Ludendorff z funkce odvolán a Groener jej nahradil jako zástupce náčelníka generálního štábu. Poté začal spolupracovat se sociálně demokratickým politikem Friedrichem Ebertem, uzavřel s ním pakt Ebert–Groener a pomáhal mu vojensky potlačit revoluční nálady a demonstrace napříč celým Německem ve snaze zabránit levicové bolševické revoluci. Jeho snahou bylo integrovat císařskou armádu do struktur nově vzniklé Výmarské republiky. V roce 1919 opustil armádu a postupně působil jako ministr dopravy, vnitra a obrany v několika vládách. V roce 1932 na popud Kurta von Schleichera, jenž spolupracoval s nacisty, opustil nejprve post ministra obrany a následně odešel úplně z politické scény.

## Původ a vzdělání
Groener se narodil 22. listopadu 1867 v Ludwigsburgu ve Württemberském království. Otec Karl Eduard Groener pracoval jako vojenský pokladník, jeho matkou byla Auguste Groenerová, rozená Bolegová. Poté, co absolvoval studia na gymnáziích v Ulmu a Ludwigsburgu, kde sloužil jeho otec, vstoupil Groener v roce 1884 do 3. württemberského pěšího pluku číslo 121, jenž tvořil součást württemberské armády. V roce 1890 byl povýšen na praporčíka a v letech 1893 až 1896 absolvoval studium na vojenské akademii v Berlíně, kterou ukončil jako jeden z nejlepších studentů své třídy. Roku 1899 se oženil ve Schwäbisch Gmündu s Helene Geyerovou. V roce 1900 se jim narodila dcera Dorothea Groenerová-Geyerová.

## Vojenská kariéra

### Před válkou
V roce 1899 se stal jako kapitán členem Velkého generálního štábu Německého císařství a byl přiřazen k železničnímu vojsku, kde sloužil následujících 17 let. Jeho služba u železničního vojska byla několikrát přerušena, v letech 1902 až 1904 působil jako velitel roty pěšího pluku v Metzu, od roku 1908 do roku 1910 byl členem XIII. württemberského královského armádního sboru a v roce 1910 se stal velitelem praporu v pěším pluku 125 ve Stuttgartu. Roku 1912 byl jmenován v hodnosti podplukovníka velitelem železničního vojska na generálním štábu. Jeho plány na rozšíření železniční sítě a na využití železnice ve válce byly ovlivněny Schlieffenovým plánem.

### První světová válka
Úspěšné nasazení milionů vojáků ve válce a využití železniční sítě jako vojenského nástroje posílilo Groenerovu pověst a v roce 1914 obdržel řadu vyznamenání. V červnu 1915 byl povýšen do hodnosti generálmajora. Vzhledem k jeho organizačním schopnostem byl v prosinci 1915 pověřen koordinací nad dodávkami potravin z Rumunska. V květnu 1916 začal působit v nově zřízeném válečném úřadu potravin (Kriegsernährungsamt). Jako generálporučík se v listopadu 1916 stal vedoucím válečného úřadu a následně také náměstkem pruského ministra války.
Společně s Erichem Ludendorffem začal pracovat na návrhu zákona Hilfsdienstgesetz, jenž upravoval pravidla během válečného stavu pro všechny zaměstnané osoby. Jednalo se o pomocnou službu vlasti, která mohla být využita v případě války a k potlačení revolučních hnutí. Aby mohl být zákon přijat, vyjednával Groener s civilními úřady, odbory a zástupci zaměstnavatelů. I přes jeho snahu udržet si nestrannost při vyjednáváních se zaměstnanci i zaměstnavateli se stal terčem kritiky. Především majitelům továren se nelíbilo, že Groener při vyjednávání přijal odbory jako rovnocenné partnery. Revoluční skupiny využily přísného Groenerova odsuzování stávkujících v době, kdy na frontách umírali vojáci, a tím ohrozily jeho postavení, v němž se zastával především dělníků. Groener začal pochybovat o možnosti vítězství Německa v první světové válce. Mezi Groenerem a nejvyšším armádním velením, v němž významné pozice zastávali Paul von Hindenburg a Erich Ludendorff, vznikl konflikt. V červenci 1917 došlo ke změně říšského kancléře, kdy tuto pozici opustil Theobald von Bethmann-Hollweg a nahradil jej Georg Michaelis. Groener tou dobou prohlašoval, že by měla říše zasáhnout proti růstu mezd a omezit zisky firem. 16. srpna 1917 byl odvolán ze své funkce ministra války a převelen jako velitel operačního řízení. V očích veřejnosti byl pak vnímán jako osoba zodpovědná za názory na sociální politiku. Šest měsíců sloužil jako velitel 33. pěší divize na západní frontě. V březnu 1918 velel I. armádnímu sboru při okupaci Ukrajiny. 28. března 1918 byl jmenován náčelníkem štábu skupiny armád Heeresgruppe Eichhorn/Kiew.

### Konec války a listopadová revoluce

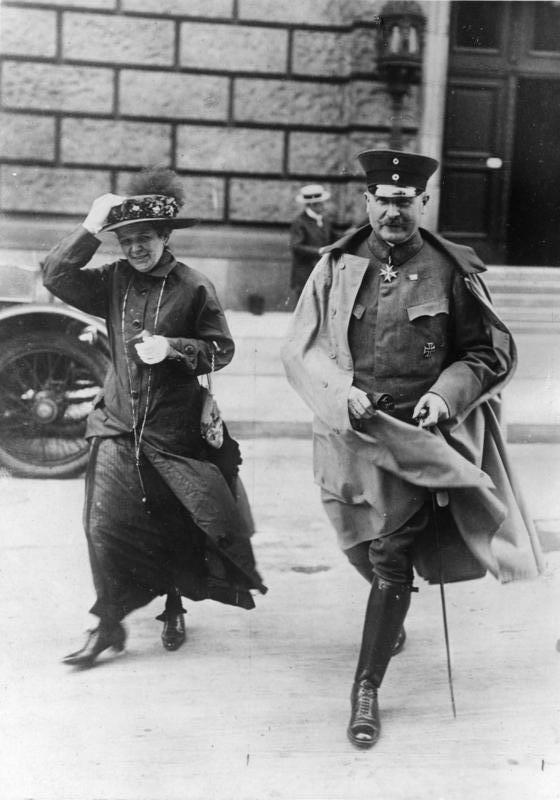
Groener s manželkou Helene v roce 1917

26. října 1918 byl Erich Ludendorff odvolán z Velkého generálního štábu. Jeho nástupcem se 29. října stal Groener, jenž byl jmenován do funkce zástupce náčelníka generálního štábu a po Paulu von Hindenburgovi tak držel post druhého nejvýše postaveného člena generálního štábu. Vojenská situace v Německu začala být neudržitelná, docházelo k sociálním nepokojům, stávkám a demonstracím jak civilního obyvatelstva, tak také příslušníků ozbrojených sil. Groener začal připravovat stažení armády a její následnou demobilizaci. Počátkem listopadu 1918 se rozšířila revoluce napříč celým Německem a Groener začal vnímat vládnoucího císaře Viléma II. Pruského jako překážku v možné záchraně monarchie a udržení integrity armády. Soukromě pak ctil názor, že by měl císař padnout v boji na frontě jako hrdina. 6. listopadu 1918 reagoval rozhořčeně na návrh sociálně demokratického politika Friedricha Eberta, podle něhož měl císař abdikovat. Přesto však Groener sám doporučil 9. listopadu císaři Vilémovi II. odstoupit z funkce, protože ztratil důvěru armády poté, co císař navrhoval poslat vojáky z fronty do Německa potlačit revoluční nálady. Sám Groener chtěl, aby zůstala monarchie zachována, avšak za jiných podmínek. I přes některé pochybnosti zastával názor, že by mělo Německo přijmout podmínky příměří, které stanovily státy Dohody.
Večer 10. listopadu 1918 se spojil Groener s novým kancléřem Ebertem, s nímž se následně dohodl na uzavření paktu Ebert–Groener, jenž měl zůstat v tajnosti po několik let. Groener se v paktu zavázal, že pomůže Ebertovi potlačit prostřednictvím armády jakékoliv snahy o vyvolání bolševické revoluce, avšak s tím, že Ebert zachová tradiční úlohu armády jako pilíře nové republiky. Groener také přislíbil, že armáda bude podporovat novou vládu. Uzavřením tohoto paktu se stal Groener nepřítelem mnohých armádních funkcionářů, kteří usilovali o zachování monarchie.
V následujících týdnech dohlížel na ústup poražené německé armády a na její demilitarizaci poté, co bylo 11. listopadu 1918 uzavřeno příměří v Compiègne. Na starosti dostal také obranu východní hranice říše po dobu, než bude uzavřen a přijat plnohodnotný mír. Nejvyšší armádní velení, které sídlilo od 14. listopadu 1918 do 13. února 1919 na zámku Wilhelmshöhe, se následně přesunulo do Kolobřehu.
23. června 1919 požádal Ebert německé Nejvyšší armádní velení o stanovisko, zda má říše přijmout Versailleskou mírovou smlouvu. Groener podporoval přijetí smlouvy, neboť se obával, že by mohlo dojít k novým bojům a tím by mohla být ohrožena i jednota říše. Do protikladu tak postavil svůj vlastní názor, který se odlišoval od názoru ostatních armádních funkcionářů i od názoru Walthera Reinhardta, pruského ministra války. Hindenburg podporoval Groenerův názor. Následně Hindenburg rezignoval na funkci náčelníka generálního štábu a Groener převzal jeho funkci. Vzhledem k tomu, že podpisem mírové smlouvy mělo dojít také k rozpuštění Nejvyššího armádního velení, převzal Groener dočasné velení. Následně začal také organizovat vznik nové armády v době míru (Reichswehr). Také podporoval vedoucí pozici pro Hanse von Seeckta. 30. září 1919 sám Groener opustil armádu, a to i navzdory přání Eberta, aby v armádě zůstal. Groener cítil, že ztratil důvěru mnoha armádních důstojníků, když v listopadu 1918 uzavřel pakt s Ebertem.

## Politická kariéra

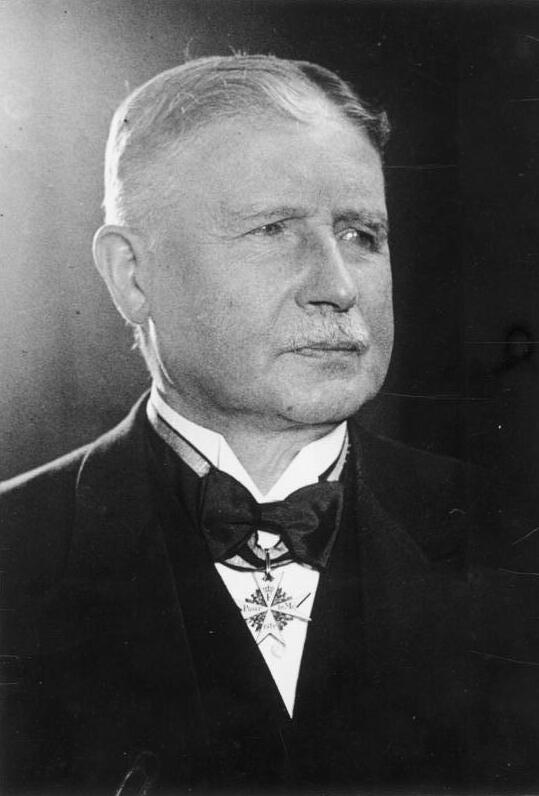
Groener v roce 1932

Po opuštění armády odešel do důchodu, který již v roce 1920 opustil. Na žádost Eberta se v roce 1920 stal říšským ministrem dopravy. V této funkci setrval do roku 1923. Groener nebyl členem žádné politické strany. Mezi jeho nejvýznamnější úspěchy patří reorganizace Deutsche Reichsbahn, tedy říšských drah. V roce 1923 odstoupila vláda Wilhelma Cuna a s ní opustil politiku také Groener. Věnoval se psaní vojenských a politických děl, jako například Das Testament des Grafen Schlieffen (1927).
V roce 1925 nahradil Paul von Hindenburg ve funkci říšského prezidenta Eberta a 20. ledna 1928 jmenoval Groenera říšským ministrem obrany jako náhradu za odstupujícího Otto Geßlera. V této funkci setrval do roku 1932, povedlo se mu rozšířit armádu a jeho snahou bylo začlenit ji do společnosti Výmarské republiky.
Groener se podruhé oženil v roce 1930 v Berlíně s Ruth Naeherovou-Glückovou, jež se narodila v roce 1894. Manželství přineslo syna, tento vztah s mladší ženou a narození syna však poškodilo Groenerovy vztahy s konzervativním Hindenburgem.
8. října 1931 se stal v druhé vládě Heinricha Brüninga říšským ministrem obrany. Tuto funkci vykonával souběžně s mandátem ministra vnitra. Groener byl nakloněn zákazu německých úderných jednotek SA. Groener byl jako ministr vnitra vyzván, aby jednotky SA zakázal, avšak jako ministr obrany měl za úkol tyto jednotky integrovat jako národní polovojenské síly. V dubnu 1932 pod tlakem některých spolkových zemí Groener zakázal jak jednotky SA, tak oddíly SS. Jeho podřízený na ministerstvu obrany, Kurt von Schleicher, však usiloval o spolupráci s oběma organizacemi. Z tohoto důvodu vyvíjel Schleicher nátlak na Hindenburga, aby Groenera z funkce ministra obrany odvolal a sám se také spojil s Národně socialistickou německou dělnickou stranou (NSDAP). Groener v Říšském sněmu obhajoval zákaz jednotek SA a SS, avšak po rétorické porážce odstoupil 13. května 1932 z funkce ministra obrany. K jeho odstoupení vedla také informace Schleichera, jenž Groenera přesvědčoval o tom, že ztratil důvěru armády. 30. května 1932 odstoupila vláda Heinricha Brüninga, s ní opustil post ministra vnitra i Groener, který úplně odešel z politické scény.
Po jeho odchodu z politiky se v roce 1934 přestěhoval do Postupimi a věnoval se psaní svých pamětí Lebenserinnerungen. Zemřel v Bornstedtu 3. května 1939. Pochován je na hřbitově Südwestkirchhof Stahnsdorf mezi Postupimí a Berlínem.

## Vojenská vyznamenání a další ocenění
- Pour le Mérite, 11. září 1915
- Vojenský řád Maxe Josefa v hodnosti komandér
- Bavorský vojenský záslužný řád III. třídy
- Württemberský vojenský záslužný řád v hodnosti rytíř
- Řád červené orlice II. třídy, 1917
- Čestné občanství Ludwigsburgu